# Taiwa
Taiwa (大和町 Taiwa-chō?) es un pueblo localizado en la prefectura de Miyagi, Japón. En octubre de 2018 tenía una población de 28.544 habitantes y una densidad de población de 127 personas por km². Su área total es de 225,49 km².

## Geografía

### Municipios circundantes
- Prefectura de Miyagi
  - Sendai
  - Tomiya
  - Ōsaki
  - Ōsato
  - Shikama
  - Rifu

## Demografía
Según datos del censo japonés, la población de Taiwa ha aumentado en los últimos años.
| Año del censo | Población |
| ------------- | --------- |
| 1995          | 22.856    |
| 2000          | 24.410    |
| 2005          | 24.509    |
| 2010          | 24.894    |
| 2015          | 28.244    |